# Пимен (Благово)
Архимандри́т Пи́мен (в миру Дми́трий Дми́триевич Благово́; 28 сентября (10 октября) 1827, Москва — 9 (21) июня 1897, Рим) — архимандрит Русской православной церкви, настоятель Русской посольской церкви в Риме. Русский мемуарист, историк, поэт.

## Биография
Родился 28 сентября (10 октября) 1827 года в Москве, на Плющихе. Принадлежал к старинному дворянскому роду.
В младенческом возрасте потеряв отца, Дмитрия Калиновича Благово, он остался на попечении матери Аграфены Дмитриевны, которая и руководила его воспитанием. Десять лет своего детства он провёл в доме своей бабушки Елизаветы Яньковой (урождённой Римской-Корсаковой), влияние которой на формирование характера внука было очень велико.
В 1849 году окончил юридический факультет Московского университета.
До 1859 года служил в канцелярии московского генерал-губернатора Арсения Закревского. Постоянно вращаясь в московском высшем свете, бывал в домах Голицыных, Апраксиных, Загоскиных, Ростопчиных, участвовал в любительских спектаклях. В этот период записал рассказы-воспоминания своей бабушки Елизаветы, обладавшей острым умом и замечательной памятью. В книге «Рассказы бабушки» (отдельные издания в 1878, 1885, 1888 годах), текст которой Благово дополнил материалами семейного архива и примечаниями, живо воссоздан бытовой уклад жизни московской аристократии во 2-й половине XVIII — 1-й половине XIX веков.
После выхода в отставку поселился в имении Горки Дмитровского уезда с женой Ниной Петровной, дочерью Петра Услара. В семье родились дети Варвара (1859, с 1879 года жена профессора Казанского университета Дмитрия Корсакова) и Пётр (1861, умер во младенчестве). В 1862 году Нина оставила семью и после получения развода вышла замуж за «гусарского офицера».
В 1867—1880 годах был послушником Николо-Угрешского монастыря. В 1872 и 1881 годах опубликовал два исторических очерка, посвящённых этому монастырю.
В 1882 году в Толгской Введенской обители был пострижен в монашество с именем Пимена. В 1884 году рукоположён в сан архимандрита.
Последние годы жизни служил настоятелем церкви Русского посольства в Риме. Его трудами в Риме был открыт приют в честь святого Станислава, а также собрано немало редких книжных изданий для русских библиотек.
Скончался 9 (21) июня 1897 года в Риме. Похоронен на кладбище Тестаччо.